# Reifikace
Reifikace je proces zvěcnění či zpředmětnění. Během reifikace se ideálnímu objektu nebo procesu připisuje materiální existence. V souvislosti s ekonomickou analýzou raného kapitalismu tento jev popsal Karl Marx.

## Marxovo pojetí reifikace
Reifikace odráží proces oddělování lidí od jejich mezilidských vztahů – nepochopení, že některé věcné formy vyjadřují společenské vztahy. Věcné vztahy jsou vnímány jako oddělené od mezilidských vztahů, jsou nadány vnější utlačivou silou s tím, že jsou schopny vyvíjet na lidi tlak. V neposlední řadě se vymykají kontrole. Příkladem reifikace v tomto smyslu jsou například prostředky mediální komunikace. Přestože jsou lidským vynálezem a jsou tvořeny lidmi, jsou vnímány jako samostatné síly, které stojí mimo lidskou kontrolu – jejich formativní vědomí je vyšší než vědomí lidí, že média jsou lidskými produkty.

## Lukácsovo pojetí reifikace
Vedle Marxe, který reifikaci do značné míry chápe totožně jako komodifikaci, existuje také pojetí Georga Lukácse. Ten vnímal reifikaci také jako zvěcnění a proces, při němž jsou abstraktní hodnoty zastupovány materiálními náhražkami. Na rozdíl od Marxe se však zaměřil nejen na odcizování v mezilidských vztazích a vztahu k práci, ale také na kulturní obsahy.
Lukács se tomuto pojmu věnuje v knize Geschichte und Klassenbewusstein: Studien über marxistische Dialektik z roku 1923 napsané na základě studování Marxe.
Typickým příkladem reifikace v kulturních obsazích může být reklama, která zdánlivě propaguje ideály a imateriální hodnoty (krásu, zdraví, apod.), cestu k jejich dosažení však reifikuje – tedy převádí na konkrétní obchodovatelné výrobky a služby. V Lukácsově pojetí se tak víceméně jedná o převod Marxova konceptu zbožního fetišismu na společnost spotřeby.